# Gulu (distrito)

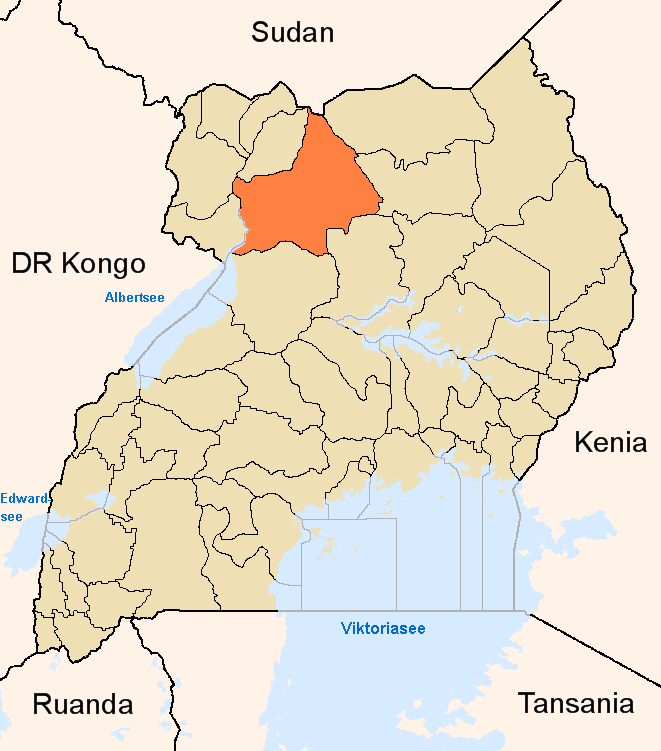
Localização do distrito de Gulu no mapa de Uganda

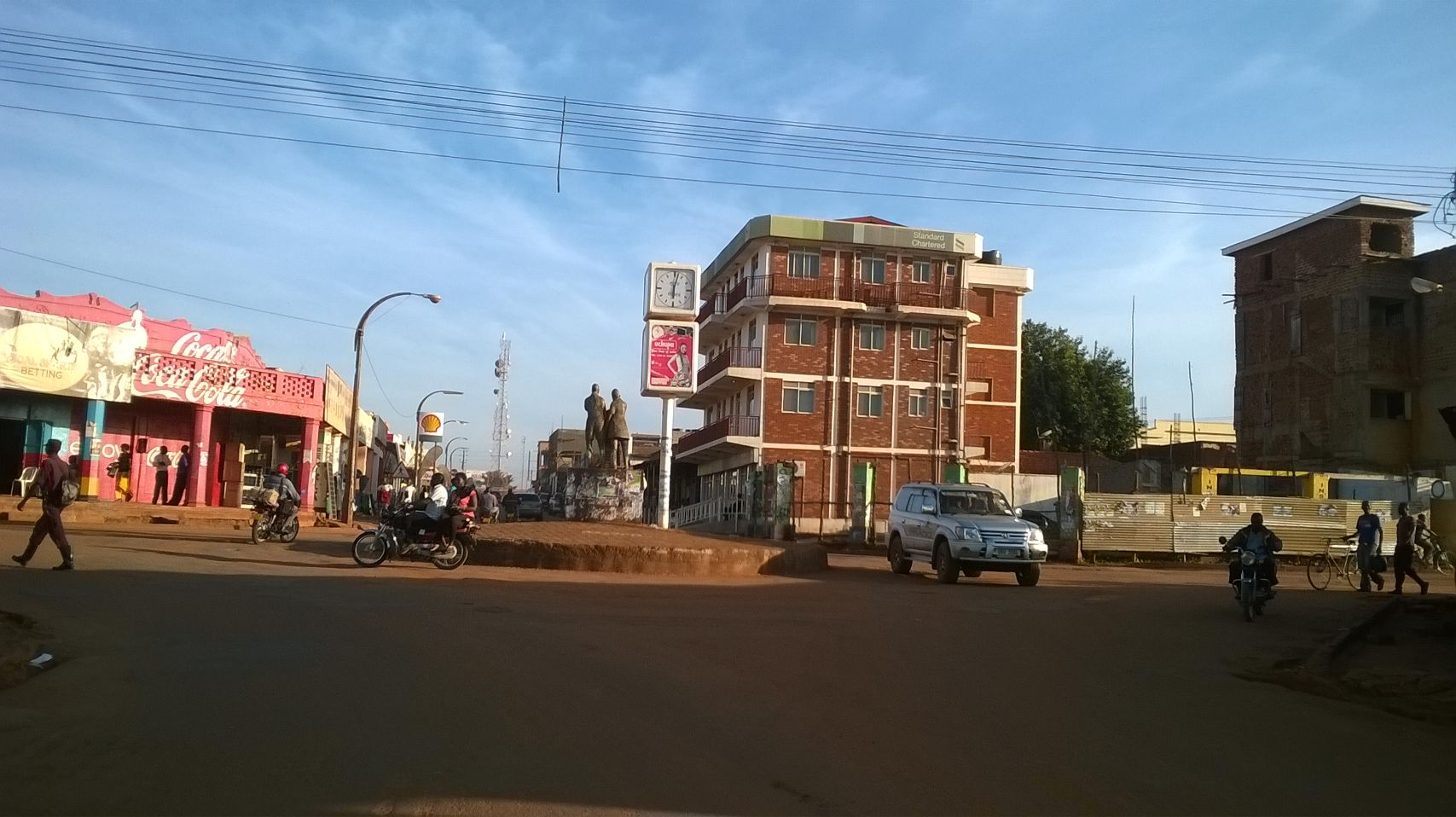
Vista de Gulu, a principal cidade do distrito homônimo

Gulu é um distrito da Região Norte de Uganda, e tem a cidade de Gulu como a sede e principal centro comercial. A área ocupada pelo distrito é de 3.452,1 km².

## Localização
O distrito de Gulu faz limite com os distritos de Lamwo ao norte, Pader a leste, Oyam ao sul,  Nwoya a sudeste, e Amuru a oeste.
A sede do distrito, a cidade de Gulu, está a aproximadamente 340 quilômetros (210 mi), por rodovia, da  capital do país, Kampala.
As coordenadas do distrito são 2° 45′ 0″ N, 32° 0′ 0″ E.

## História
Até maio de 2011, Gulu era um dos sete distritos que constituíam a sub-região Acholi, a terra natal do grupo étnico Acholi.

## População
Em 1991, o censo populacional nacional estimou a população do distrito em 211.800 habitantes. O censo de 2002 informou que a população era de aproximadamente 298.500 pessoas. A taxa de crescimento anual populacional foi de 2,9% entre 2002 e 2012. Em 2012, a população estava estimada em 396.500.